# Irrational Games
Irrational Games var en datorspelsutvecklare i Quincy i Massachusetts i USA. Företaget var dotterbolag till 2K Games. Företaget gick under ett tag under namnet 2K Boston. Till 2010 var 2K Australia en del av Irrational Games.
Den 18 februari 2014 meddelades att studion lades ner.

## Spel utvecklade av Irrational Games
| År   | Titel                           |
| ---- | ------------------------------- |
| 1999 | System Shock 2                  |
| 2002 | Freedom Force                   |
| 2004 | Tribes: Vengeance               |
| 2005 | Freedom Force vs the 3rd Reich  |
| 2005 | SWAT 4                          |
| 2006 | SWAT 4: The Stetchkov Syndicate |
| 2007 | Bioshock                        |
| 2010 | Bioshock 2                      |
| 2013 | Bioshock Infinite               |

### Fotnoter
1. ↑  hämtat från: italienskspråkiga Wikipedia.[källa från Wikidata]
2. ↑  Ken Levine (18 februari 2014). ”A Message From Ken Levine about the closing of Irrational Games and the future of the studio” (på engelska). Irrational Games. Arkiverad från originalet den 19 februari 2014. https://archive.is/20140219101811/http://irrationalgames.com/new-featured/a-message-from-ken-levine-2/. Läst 19 maj 2015.